# Калюс
Калюс — река на Украине, протекает по территории Хмельницкого и Каменец-Подольского районов Хмельницкой области. Левый приток Днестра (бассейн Чёрного моря).

## Описание
Длина 64 км, площадь бассейна 390 км². Долина V-образная, шириной от 0,4 до 1 км. Русло умеренно извилистое, в низовьях теряется в заболоченной пойме. Ширина реки от 2 до 15 м. Уклон реки 3,4 м/км.

## Расположение
Калюс берёт начало к северо-западу от села Слободка-Охримовецкая. Течёт на юг. Впадает в Днестровское водохранилище к юго-западу от села Рудковцы. На реке расположены пгт Виньковцы и Новая Ушица.